# Steveston

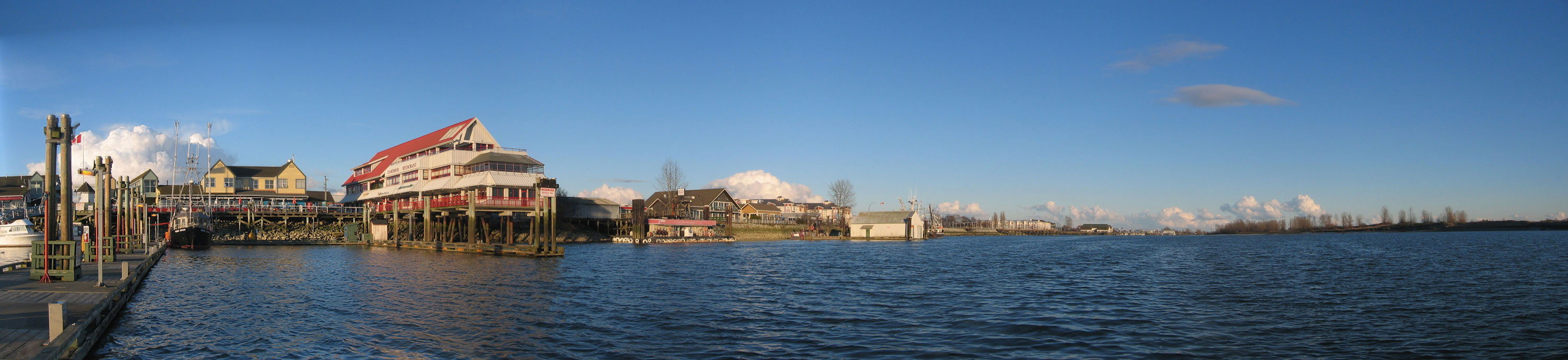
Blick über Steveston von den Fisherman’s Wharf docks.

Das frühere Fischerdorf Steveston an der Mündung des südlichen Arms des Fraser River an der Südwestspitze von Lulu Island, zwei Meilen westlich von Finn Slough, ist heute ein Teil der Stadt Richmond in der Region Metro Vancouver im Südwesten der kanadischen Provinz British Columbia.

## Geschichte

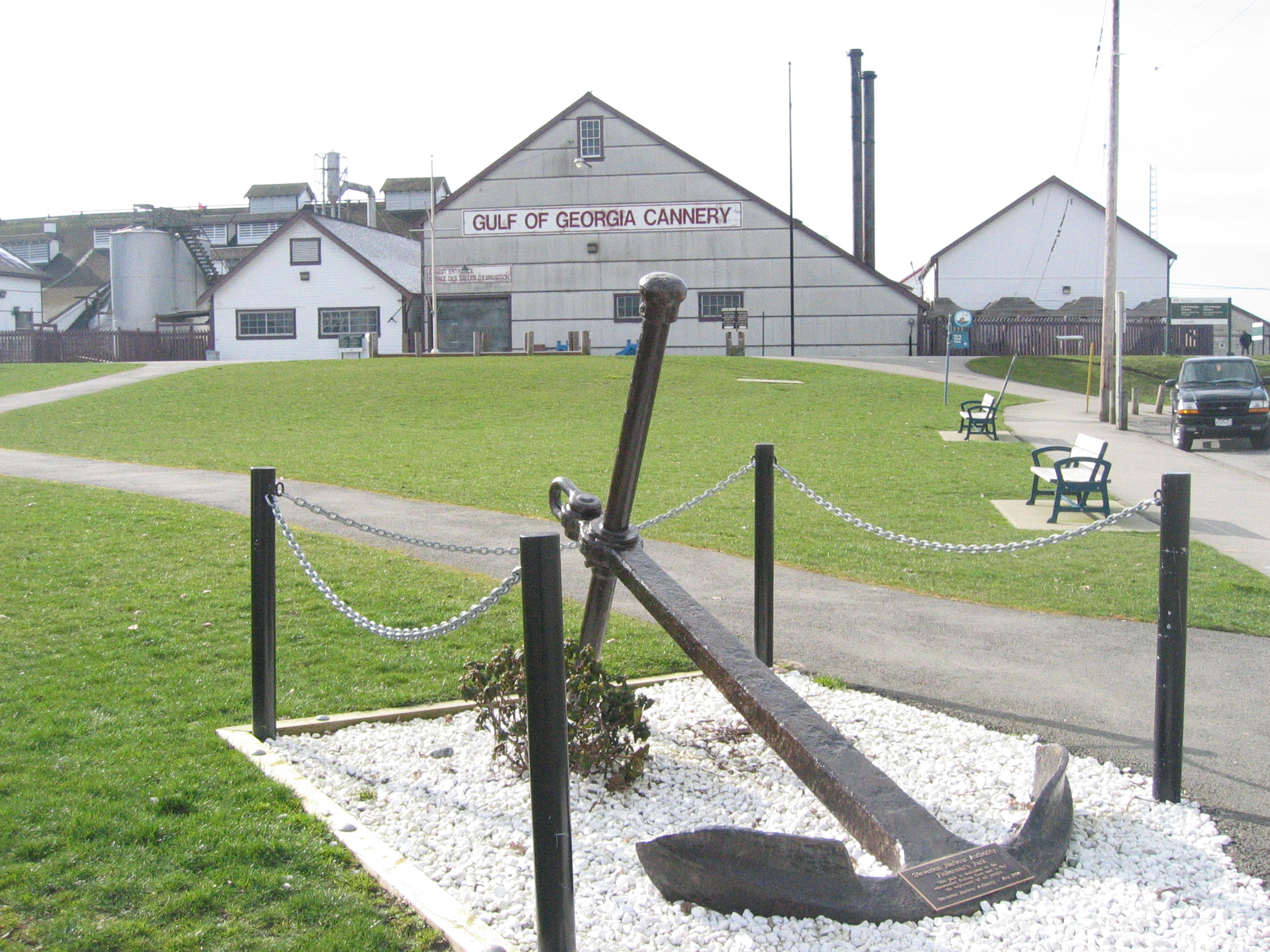
Gulf of Georgia Cannery

Der Namenspatron des Ortes, Manoah Steves, war ein Cousin zweiten Grades von William Henry Steeves. Manoah Steves ließ sich hier 1877 oder 1878 mit seiner Familie nieder. Auf dem Weg von Moncton über Chatham-Kent verzichtete er auf das zweite „e“ in seinem Nachnamen. Es war die erste weiße Familie, die sich in diesem Gebiet ansiedelte. Der eigentliche Gründer Stevestons war Manoahs Sohn William Herbert. Die Namensgebung erfolgte 1889. Die Herstellung von Lachskonserven am Fraser begann zwei Jahre später. Die erste große Konservenfabrik namens Phoenix wurde 1882 von Marshall English und Samuel Martin gegründet. In den 1890er Jahren gab es 45 Fabriken, ungefähr die Hälfte davon in Steveston.
Jeden Sommer ließen sich Fischer und Fabrikarbeiter japanischer, chinesischer, indianischer und europäischer Herkunft in großer Zahl in dem Ort nieder. Die Fischerei bildete auch die Grundlage für eine bedeutende Werftindustrie, sowohl Boote als auch Schiffe wurden gebaut. Handelsschiffe aus der ganzen Welt wurden hier mit Lachskonserven beladen. Der Gipfel des Bevölkerungswachstums war vor dem Ersten Weltkrieg erreicht. Steveston wurde zu dieser Zeit als „Salmonopolis“ und angeblicher Konkurrent Vancouvers beworben.
Kanadier japanischer Herkunft bildeten einen großen Teil der Bevölkerung Stevestons. Ihre Internierung während des Zweiten Weltkriegs war ein schwerer Schlag für die Gemeinde, auch wenn einige der Internierten nach ihrer Entlassung zurückkehrten und auch heute noch eine beträchtliche japanische Gemeinschaft existiert. Nach der Internierung wurde beispielsweise ein Zentrum für japanische Kampfsportarten gegründet.
Nach dem Krieg entwickelte sich Steveston zusammen mit Richmond durch die Umwandlung von Acker- zu Bauland zu einem Wohnvorort von Vancouver. Seit den 1970er Jahren wurden der historische Charakter und das Hafengebiet gezielt entwickelt, um die Ansiedlung von Firmen und den Fremdenverkehr zu fördern. Die 1990er Jahre brachten das Ende der Lachskonservenindustrie.

## Steveston heute

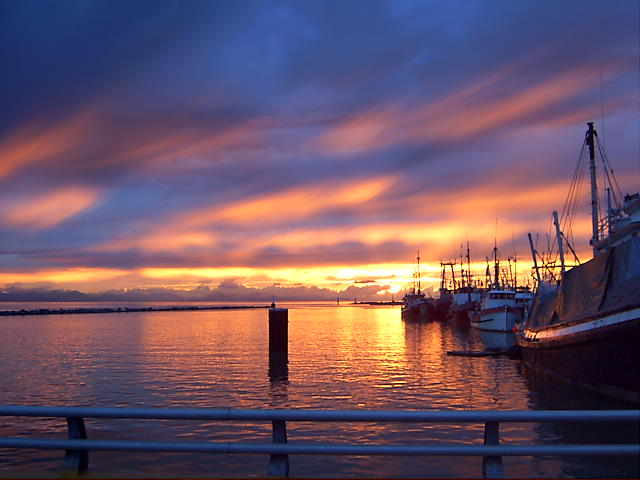
Sonnenuntergang in Steveston

Steveston ist immer noch der Heimathafen von über 600 Fischerbooten und damit von Kanadas größter Fischereiflotte und daneben, gefördert durch seine Nähe zu wichtigen Lebensräumen unter anderen der Orcas, ein Zentrum der Walbeobachtung.
Die 1894 erbaute Gulf of Georgia Cannery, die einmal die größte Fabrik in British Columbia war, wurde 1994 als nationale Gedenkstätte wiedereröffnet. Sie wurde als eine der besten historischen Stätten Kanadas ausgezeichnet.
Steveston ist der Drehort für Storybrooke in der Serie Once Upon a Time – Es war einmal….

## Weblink
- Steveston Community Website